# قرار مجلس الأمن التابع للأمم المتحدة رقم 1726
قرار مجلس الأمن التابع للأمم المتحدة رقم 1726، الذي تم تبنيه بالإجماع في 15 ديسمبر 2006، بعد التذكير بالقرارات السابقة بشأن الوضع في ساحل العاج، مدد المجلس ولاية عملية الأمم المتحدة في ساحل العاج ودعم القوات الفرنسية حتى 10 يناير 2007.

## تفاصيل
وأعرب مجلس الأمن عن قلقه الشديد إزاء الأزمة السياسية الجارية وتدهورها في ساحل العاج، مما أدى إلى عواقب إنسانية «خطيرة». وأكد من جديد دعمه لعملية الأمم المتحدة في ساحل العاج والقوات الفرنسية الداعمة كجزء من عملية يونيكورن، وذكر أن الحالة في البلد لا تزال تشكل تهديدا للسلم والأمن الدوليين.
بموجب الفصل السابع من ميثاق الأمم المتحدة، مدد المجلس ولايات عملية الأمم المتحدة في ساحل العاج والقوات الفرنسية في عملية يونيكورن حتى 10 يناير 2007.

## روابط خارجية
- نص القرار في undocs.org